# Silver Stream
De Silver Stream was een in Kilcullen gebouwde auto.
De door een 3.1 18/22 pk Gnome-motor aangedreven auto had een Phaeton carrosserie en zou de eerste van een serie auto's worden. Zover is het niet gekomen en de bouwer Philip Somerville-Large (geboren in County Kildare) had moeite zijn enige gebouwde exemplaar te kunnen verkopen. De enige auto die gebouwd werd was jarenlang te bezichtigen in een museum in Killarney, maar deze sloot na de dood van de oprichter. De collectie werd verkocht. De Silver Stream werd gekocht door een Ier voor £ 130.000. De auto kostte in 1907 aan materiaal £ 370
Ten tijde van de bouw van de Silver Stream, in 1907, behoorde Ierland nog tot het Verenigd Koninkrijk.